# Idaea marginepunctata
Idaea marginepunctata är en fjärilsart som beskrevs av Stephens 1829. Idaea marginepunctata ingår i släktet Idaea och familjen mätare. Inga underarter finns listade i Catalogue of Life.